# Opius tirolensis
Opius tirolensis är en stekelart som beskrevs av Fischer 1958. Opius tirolensis ingår i släktet Opius och familjen bracksteklar. Inga underarter finns listade i Catalogue of Life.